# Харизоменов, Сергей Андреевич
Сергей Андреевич Харизоме́нов (3 [15] сентября 1854, Владимир — 10 [23] февраля 1917, Балашовский уезд, Саратовская губерния) — земский статистик.

## Биография
Фамилию «Харизоменов» (в переводе с греческого «радовать») получил дед Сергея Андреевича от местного архиерея за отличные ответы на экзаменах в семинарии.

### Становление личности
В 1872 году был уволен по прошению из Владимирской духовной семинарии и поступил на медицинский факультет Московского университета. Здесь Харизоменов познакомился с революционно настроенными студентами и в 1876 году, увлеченный общим революционным порывом радикально настроенной российской молодежи, бросил университет, примкнул к кружку Натансона, составил первую программу общества «Земля и воля» и отправился «в народ». В 1877 году вёл революционную пропаганду на астраханских рыбных промыслах, с весны 1878 года — среди поволжских раскольников на тамбовских поселениях. Здесь, под влиянием агронома М. В. Девеля, у него возник интерес к экономико-статистическим исследованиям. Участник Воронежского съезда «Земли и воли». После раскола «Земли и воли» Харизоменов отошёл от революционного движения и занялся изучением кустарных промыслов.

### Научная деятельность
Статистикой начал заниматься в 1880 году, произведя на частные средства, путём подворного описания, исследование кустарных промыслов в западной части Владимирской губернии («Промыслы Владимирской губернии», II, III и V, 1882—1884).
В 1884 году вместе с К. А. Вернером производил подворные описи в Таврической губернии («Сборник статистических сведений по Таврической губернии Мелитопольского уезда», ч. II, 1884).
С 1885 по 1892 год руководил земскими статическими исследованиями Саратовской губернии, причем исследовал и описал 7 уездов («Сборник статистических сведений по Саратовской губернии», тт. V—VII, IX—XII, 1886—1887), составил сводку статистических сведений по всей губернии («Сборник статистических сведений по Саратовской губернии», т. VIII, 1887) и организовал текущую статистику («Сельско-хозяйственные обзоры Саратовской губернии» за 1885—1891 годы).
В то же время Харизоменов принимал деятельное участие в организации земского периодического органа («Сборник Саратовского земства») и устройстве в Саратове земской сельскохозяйственной и кустарной выставки в 1889 году.
С 1891 по 1898 год Харизоменов занимался практически сельским хозяйством в своем имении в Саратовской губернии. В этот период времени принимал деятельное участие в организации первого в России областного съезда сельских хозяев семи юго-восточных губерний (1893 год).
С 1898 по 1901 год заведовал оценочно-экономическим описанием Тульской губернии («Материалы для оценки недвижимого имущества Тульской губернии», 1901), а с 1901 г. руководит подобными же работами Тверского губернского земства.
После завершения статистических работ в Тверской губернии Харизоменов вернулся в Саратовскую губернию и поселился в Балашовском уезде, где ещё в 1890 году купил имение. Здесь 10 февраля 1917 года С. А. Харизоменов скончался.
Оценочные работы Харизоменова отличаются полнотой и основаны на исследованиях местности, как в естественно-историческом (почвы, флоры и др.), так и в экономическом (путём подворного описания) отношениях.
Кроме ряда печатных трудов, непосредственно связанных с деятельностью как земского статистика, Харизоменов поместил ряд статей экономического характера в журналах «Русская Мысль», «Московский Юридический Вестник» и в саратовских периодических изданиях.

## Научные труды
1. «Промыслы Владимирской губернии», II, III и V. 1882—1884
2. Вернер К. А., Харизоменов С. А. Сборник статистических сведений по Таврической губернии Мелитопольского уезда. X. II. 1884.
3. «Сборник статистических сведений по Саратовской губернии», тт. V—VII, IX—XII. 1886—1887)
4. Харизоменов С. А. Значение архивных комиссий для русской исторической науки и для русского общества // Труды Саратовской ученой архивной комиссии за 1890 г. Т.З Вып.1. Саратов, 1891;
5. «Материалы для оценки недвижимого имущества Тульской губернии». 1901

1. Саратов // Энциклопедический словарь Брокгауза и Ефрона : в 86 т. (82 т. и 4 доп.). — СПб., 1890—1907.
2. Саратовская губерния // Энциклопедический словарь Брокгауза и Ефрона : в 86 т. (82 т. и 4 доп.). — СПб., 1890—1907.